# Oberlin Smith
Oberlin Smith (22 de marzo de 1840 - 19 de julio de 1926) puede ser considerado el padre de la grabación magnética analógica de sonido, al menos desde el punto de vista teórico. En sus investigaciones descubrió las propiedades de las partículas ferromagnéticas en interacción con un electroimán.
Oberlin, es, por tanto, uno de los pioneros de la radiodifusión. Aunque hay poca información sobre su persona, su aportación es un eslabón fundamental que ha de ser tomado en consideración.
En 1888, el ingeniero inglés Oberlin Smith publicó, en la revista Electrical World (edición del 8 de septiembre de 1888), los principios básicos para grabar señales en un soporte magnético. El artículo fue traducido al francés y publicado por La Lumiere Electrique.
Oberlin Smith ya había difundido sus descubrimientos en un memorándum publicado el 23 de septiembre de 1948? que grosso modo tenía un contenido idéntico al del artículo, sin embargo, sus ideas al ser expuestas en un medio especializado tuvieron un mayor ámbito de cobertura.
El sistema de grabación magnética de Smith se basaba en un electroimán y una cuerda cubierta de limaduras de hierro. Se conserva un diagrama de cómo debía realizarse la grabación, pero si Smith construyó algún tipo de prototipo, éste no se conserva en la actualidad, ni ninguna grabación que pudiese haberse realizado con él.
Oberlin Smith no siguió con estas investigaciones, porque era empresario en otro campo que poco tenía que ver con la radiodifusión.
- Datos: Q2010302